# Nuny
Nuny (niem. Nohnen) – wieś w Polsce położona w województwie warmińsko-mazurskim, w powiecie bartoszyckim, w gminie Bartoszyce. W latach 1975–1998 miejscowość administracyjnie należała do województwa olsztyńskiego.
Przez miejscowość przepływa rzeka Pisa Północna, dopływ Łyny.

## Historia
Dawny majątek ziemski, który w latach 1361–1856 należał do gminy miejskiej Bartoszyce. W 1889 r. majątek ten obejmował 215 ha ziemi. W 1939 r. mieszkało w Nunach 106 osób. W 1983 r. we wsi mieszkało 63 osoby. W tym czasie było tu 8 domów z 19 mieszkaniami. We wsi funkcjonowało 11 indywidualnych gospodarstw rolnych o łącznym areale 152 ha. Gospodarstwa te łącznie hodowały 102 sztuki bydła, 54 sztuki trzony chlewnej i 12 koni.